# Антунеш, Лусио
Улисс Индалесио Силва Антунеш (порт. Ulisses Indalécio Silva Antunes; 9 октября 1966, Прая, Кабо-Верде), также известный как Лусио Антунеш (порт. Lúcio Antunes) — кабо-вердианский футболист и тренер, в прошлом главный тренер сборной Кабо-Верде.

## Игровая карьера
Выступал на позиции нападающего в клубах из Праи и острова Сал.

## Тренерская карьера
Возглавлял молодёжную сборную на Играх Лузофонии 2006 в Макао, на которых сборная взяла бронзу. В том же году взял со сборной серебро на Кубке Амилкара Кабрала в Гвинее-Бисау. В 2009 году взял золото Игр Лузофонии в Лиссабоне, совмещая работу в должности тренера молодёжной сборной с должностью тренера «Академику до Аэропорто».
Был назначен главным тренером сборной Кабо-Верде в июле 2010 года. Вывел сборную на Кубок африканских наций 2013, обыграв в отборе сборные Мадагаскара со счётом 7:1 по сумме двух матчей и Камеруна со счётом 3:2. Выход в финальную часть турнира стал первым для сборной в истории.
На самом турнире «синие акулы» попали в группу A вместе со сборными ЮАР, Марокко и Анголы, в которой заняли сенсационное второе место, набрав 5 очков в трёх матчах и уступив первое место хозяевам соревнования лишь по разнице забитых мячей. В четвертьфинале «креолы» встретились со сборной Ганы, которой уступили со счётом 2:0.
Несмотря на успех на Кубке, сборная не смогла пройти в третий раунд отбора к Чемпионату мира 2014 из-за технического поражения в матче со сборной Туниса в сентябре 2013 года. Эта встреча стала последней для Антунеша и сборной на некоторое время: в конце ноября тренер покинул сборную, чтобы возглавить ангольский клуб «Прогресо до Самбизанга». Сезон 2014 клуб закончил на десятой строчке, ухудшив свои результаты по сравнению с предыдущим на одну позицию и три очка.
В сентябре 2016 года Антунеш вернулся на должность главного тренера сборной Кабо-Верде. В ходе отбора к Чемпионату мира 2018 «синие акулы» прошли во втором раунде сборную Кении и попали в группу D, в которой заняли всего третью строчку.
Последним местом работы тренера был клуб «Оазис Атлантико» в 2018—2019 годах.

## Личная жизнь
До выхода сборной Кабо-Верде на Кубок африканских наций Антунеш также работал авиадиспетчером в аэропорту Праи, но в связи с большой занятостью в сборной ему пришлось отказаться от этой работы.